# Nikolaus Sander
Nikolaus Sander (* 7. Juni 1943 in Danzig; † 24. April 2021 in Berlin) war ein deutscher Politiker (SPD) und von 1989 bis 1999 Abgeordneter im Abgeordnetenhaus von Berlin.

## Leben
Nikolaus Sander absolvierte nach dem Abitur 1964 ein Studium der Philosophie, Theologie und Germanistik in Paderborn, München und an der Freien Universität Berlin mit Zweitem Staatsexamen für das Lehramt 1976. Er war später Lehrer an der Carl von Ossietzky Gesamtschule in Berlin-Kreuzberg.

## Partei und Politik
Sander trat 1972 in die SPD ein und war von 1984 bis 1992 Vorsitzender der SPD Zehlendorf. Von 1979 bis 1984 gehörte er der Bezirksverordnetenversammlung Zehlendorf an. Ins Berliner Abgeordnetenhaus zog er erstmals 1989 und erneut 1991 jeweils als Nachrücker für den ausgeschiedenen Norbert Meisner ein. Bei der Berliner Abgeordnetenhauswahl 1995 erhielt er ein Mandat über die Bezirksliste Zehlendorf. Nach dem Ende der Wahlperiode im Herbst 1999 kandidierte er nicht erneut.
Von 2000 bis 2008 war Sander stellvertretender Vorsitzender, von 2008 bis 2021 Vorsitzender der Landesschiedskommission der Berliner SPD.